# Wereldkampioenschappen moderne vijfkamp 2016
De wereldkampioenschappen moderne vijfkamp 2016 werden gehouden in Moskou in Rusland.

## Medailles

### Mannen
| Onderdeel   | Goud | Goud                                       | Zilver | Zilver                                            | Brons | Brons                                  |
| ----------- | ---- | ------------------------------------------ | ------ | ------------------------------------------------- | ----- | -------------------------------------- |
| Individueel | FRA  | Valentin Belaud                            | RUS    | Aleksandr Lesoen                                  | KOR   | Jung Jin-hwa                           |
| Team        | EGY  | Amro El Geziry Yasser Hefny Omar El Geziry | FRA    | Valentin Prades Valentin Belaud Christopher Patte | KOR   | Jun Woong-tae Jung Jin-hwa Lee Woo-jin |
| Relay       | KOR  | Hwang Woo-jin Jun Woong-tae                | RUS    | Ilia Frolov Oleg Naumov                           | FRA   | Alexandre Henrard Pierre Dejardin      |

### Vrouwen
| Onderdeel   | Goud | Goud                                             | Zilver | Zilver                               | Brons | Brons                                         |
| ----------- | ---- | ------------------------------------------------ | ------ | ------------------------------------ | ----- | --------------------------------------------- |
| Individueel | HUN  | Sarolta Kovács                                   | FRA    | Élodie Clouvel                       | GER   | Lena Schöneborn                               |
| Team        | HUN  | Tamara Alekszejev Zsófia Földházi Sarolta Kovács | CHN    | Zhang Xiaonan Liang Wanxia Chen Qian | GER   | Janine Kohlmann Annika Schleu Lena Schöneborn |
| Estafette   | GER  | Annika Schleu Lena Schöneborn                    | GBR    | Joanna Muir Samantha Murray          | BLR   | Katsiaryna Arol Iryna Prasiantsova            |

### Gemengd
| Onderdeel | Goud | Goud                             | Zilver | Zilver                   | Brons | Brons                                |
| --------- | ---- | -------------------------------- | ------ | ------------------------ | ----- | ------------------------------------ |
| Estafette | RUS  | Aleksandr Lesoen Donata Rimšaitė | CHN    | Han Jiahao Zhang Xiaonan | BLR   | Ilia Palazkov Anastasia Samoesevitsj |

### Medaillespiegel
| Plaats | Land                | Goud | Zilver | Brons | Totaal |
| 1      | Hongarije           | 2    | 0      | 0     | 2      |
| 2      | Frankrijk           | 1    | 2      | 1     | 4      |
| 3      | Rusland             | 1    | 2      | 0     | 3      |
| 4      | Duitsland           | 1    | 0      | 2     | 3      |
|        | Zuid-Korea          | 1    | 0      | 2     | 3      |
| 6      | Egypte              | 1    | 0      | 0     | 1      |
| 7      | China               | 0    | 2      | 0     | 2      |
| 8      | Verenigd Koninkrijk | 0    | 1      | 0     | 1      |
| 9      | Wit-Rusland         | 0    | 0      | 2     | 2      |
| Totaal | Totaal              | 7    | 7      | 7     | 21     |